# Burgstall Unterhartdobl
Der Burgstall Unterhartdobl ist eine abgegangene mittelalterliche Höhenburg am östlichen Talrand des Königbaches bei Unterhartdobl, einem Ortsteil der Gemeinde Ortenburg im Landkreis Passau in Bayern. Über diese Burg sind keine geschichtlichen oder archäologischen Informationen bekannt. Sie wird grob als mittelalterlich datiert, Funde von der Befestigung sind nicht bekannt. Erhalten haben sich von der kleinen, turmhügelburgähnlichen Anlage nur ein Wallzug und ein Graben. Die Stelle ist als Bodendenkmal Nummer D-2-7445-0027 „Burgstall des Mittelalters“ geschützt.

## Beschreibung
Die in einem kleinen Waldstück, dem Tannbergwald, liegende Burgstelle befindet sich etwa 800 Meter nordöstlich der katholischen Pfarrkirche St. Johannes Nepomuk von Dorfbach. Sie befindet sich an der Stelle des früheren Schlosses Unterdorfbach und liegt rund 325 Meter nordöstlich der Ortsmitte des Weilers Unterhartdobl. Der Burgstall auf etwa 390 m ü. NHN Höhe liegt 80 Meter vom Bachlauf entfernt an einem nur mäßig steil nach Westen abfallenden Talhang des Königbaches. Die Burganlage war nur von Westen einigermaßen geschützt, nach Osten überhöht das Vorgelände, das einen schmalen Geländesporn zwischen dem Königbachtal und einem weiteren, namenlosen Bachtal bildet, die Burg.
Die Burgstelle auf einem turmhügelähnlichen Geländekegel, die zum Typus der ebenerdigen Ansitze gehört, wurde an ihrer Ostseite durch einen aus dem Talhang geschnittenen Graben gesichert. Dieser bogenförmige Graben weist im Osten die größte Breite auf, umzieht die Nord- und die Südseite und geht an der westlichen Talseite am Fuß des Kegels in eine Terrassenstufe über. Auf dieser Seite befindet sich ein dammartiger Aufstieg auf das Plateau des Kegels. Das Plateau der Burganlage fällt nach Nordwesten hin ab und enthält ringsum noch schwache Spuren eines Randwalles, der an der gefährdeten Ostseite zu einem Schildwall angewachsen war. Auf diesem Plateau sind zwei Grabungstricher vorhanden.